# فيكتور اغالي
فيكتور اغالي (بالإنجليزية: Victor Agali)‏ (29 ديسمبر 1978 لاغوس نيجيريا - ) هو لاعب كرة قدم نيجيري، يلعب كمهاجم.

## روابط خارجية
- فيكتور اغالي على موقع الاتحاد الدولي (مؤرشف)  (الإنجليزية)
- فيكتور اغالي على موقع اتحاد تركيا (لاعب) (الإنجليزية)
- فيكتور اغالي على موقع قاعدة بيانات كرة القدم.إي يو (الإنجليزية)
- فيكتور اغالي على موقع بيانات كرة القدم. دي إي (الألمانية)
- فيكتور اغالي على موقع ناشيونال فوتبول تيمز (الإنجليزية)
- فيكتور اغالي على موقع عالم كرة القدم.نت (الإنجليزية)
- فيكتور اغالي على موقع أوليمبيديا (الإنجليزية)